# Lomandra juncea
Lomandra juncea là một loài thực vật có hoa trong họ Măng tây. Loài này được (F.Muell.) Ewart mô tả khoa học đầu tiên năm 1916.